# Илија Пјатецки-Шапиро
Илија Пјатецки-Шапиро (рус. Илья Пятецкий-Шапиро; Москва, 30. март 1929 — Тел Авив, 21. фебруар 2009) је био руско-јеврејски математичар и познати совјетски одбијеник. Током своје шездесетогодишње каријере, имао је бројне значајне доприносе у примењеној науци и теоријској математици, на коју се усредсредио током последњих четрдесет година. Највећа су његова достигнућа у области аутоморфних форми и Л-функција, а био је активан и у аналитичкој теорији бројева, репрезентацијама група и алгебарској геометрији. У науци је имао доприносе у ћелијској биологији, геофизици, аутоматима, хомогеним мрежама и дигиталним рачунарима.
Пјатецки-Шапиро је био изабран за члана Израелске академије наука 1978, добитник је Израелске математичке награде 1981, и једног од најпрестижнијих математичких признања, Волфове награде, 1990. Четири пута је позиван да одржи предавања на Међународним математичким конгресима (једна од највиших части у математици): 1962, 1966, 1978. и 2002.

## Биографија
Илија Пјатецки-Шапиро је рођен у Москви, а за математику се почео интересовати када му је било 10 година. Његови родитељи потицали су из традиционланих јеврејских породица; отац је био доктор хемијског инжењерства, пореклом из Бердичева, махом јеврејског градића у Украјини, а мајка из Гомела, сличног места у Белорусији. Породице оба родитеља су биле средњег слоја али су запале у сиромаштво након Октобарске револуције 1917.
Дипломирао је 1951. на Московском државном универзитету „Ломоносов“. 1952. године је добио награду Московског математичког друштва за младог математичара, за рад који је решио проблем француског аналисте Рафаела Салема о скуповима јединствености тригонометријских редова. Његова пријава за последипломске студије на овом универзитету је одбијена упркос јакој препоруци Александра Осиповича Гељфонда, угледног математичара и члана Комунистичке партије (заправо, Гељфондов отац је био Лењинов пријатељ). Пјатецки-Шапиров син, Грегори, ово је приписивао антисемитизму. Гељфондовим напорима, Пјатецки-Шапиро је примљен на Московски педагошки институт, где 1952. године добија писмо од владиних званичника којим му се налаже да се пресели у Казахстан и тамо предаје у средњој школи. Иако су му родитељи, у страху да би могао бити послат у гулаг ако одбије, рекли да иде, Илија је одбио; годину дана касније, другим писмом је обавештен да се не мора одазвати на свој наставнички посао. Докторирао је 1954. код ментора Александра Бухштаба. Међу његовим раним радовима, када се бавио класичном аналитичком теоријом бројева, је била и неочекивана „Теорема Пјатецки-Шапира о простим бројевима“, која даје асимптотску формулу за број простих бројева облика [] не већих од x, за c у неком интервалу бројева већих од 1.
Пјатецки-Шапиро је похађао и семинаре на Стекловљевом математичком институту у Москви, где је Игор Шафаревич, професор на Стеклову, био утицајан на његова интересовања у модерној теорији бројева и алгебарској геометрији. Пјатецки-Шапиро је тако са Шафаревичем објавио заједнички рад о алгебарским површима, који је утицао на многе математичаре. Његова каријера је била у успону, а 1960-их је био међународно признат као изванредан математичар. Стекловљев институт му је дао и престижнију титулу доктора наука. Изабран је за професора на Московском институту за примењену математику 1958, а и за професора на Московском државном универзитету 1965. Водио је семинаре за напредне студенте, међу којима су били и Григори Маргулис и Давид Каждан.
Пјатецки-Шапиру није било дозвољавано да напусти СССР осим једног кратког пута за Мађарску. Власти су му поручиле да ће моћи да путује ако се учлани у Комунистичку партију, што је он одбио својим чувеним одговором:
Чланство у Комунистичкој партији ће ми скретати пажњу са мог рада.
Када је почетком 1970-их СССР дозволио већем броју Јевреја да емигрирају за Израел, Пјатецки-Шапиро је уредио за излазну визу за своју прву супругу Ину и њиховог сина, након чега је он отпуштен са положаја професора на Московском државном универзитету. 1974. године се пријавио за излазну визу за Израел и био одбијен са образложењем да је исувише значајан као научник. Затим му је одузет и посао на Институту за примењену математику, укључујући и приступ математичким библиотекама. Наставио је да се бави истраживањима тако што су му колеге доносиле књиге из библиотеке.
Као познати одбијеник повезан са међународном научном заједницом, Пјатецки-Шапира је пратио аутомобил КГБ-а, а његов стан је прислушкиван. За комуникацију са колегама, посебно о својој ситуацији, је писао по пластичној табли. Његов случај, са озбиљним ограничењима истраживања и без средстава за опстанак, привукао је пажњу на Западу. 1976. године је одржана презентација пред Саветом америчке Националне академије наука у којом је апеловано да се искористи утицај за прибављање излазне визе за Пјатецки-Шапира. Излазну визу је и добио касније те године, због чега се разишао и његов други брак, пошто је супруга остала у Москви. Пре одласка у Израел, посетио је колеге широм света који су се залагали за њега. Од 1977. године је био професор на Универзитету у Тел Авиву и Универзитету Јел, делећи своје време и водећи докторанде на оба места.
На Пјатецки-Шапира је током његове каријере велики утицај имао Израел Гељфанд. Њихова сарадња, чији је циљ било увођење теорије репрезентација у изучавање класичних модуларних форми и теорије бројева, садржала је неке од најзначајанијих радова Пјатецки-Шапира. Гељфанд, Граев и Пјатецки-Шапиро су 1968. написали утицајну књигу „Аутоморфне форме и репрезентације“.
Један од најзначајнијих радова Пјатецки-Шапира је „Обратна теорема“, која установљава везу између аутоморфних форми на групама n&nbsp;&times;&nbsp;n матрица и извесних L-редова. L-функције ових аутоморфних форми имају извесна аналитичка својства, која су последица њихових аутоморфних својстава. Обратна теорема тврди да, уколико извесни L-ред и довољан број његових „твистова“ поседују ова аналитичка својства, онда је дати L-ред заправо L-функција неке аутоморфне форме. За случај n&nbsp;=&nbsp;2, Обратну теорему је доказао Андре Вејл, a случај n&nbsp;=&nbsp;3 је у неочекиваној и новој верзији доказао Пјатецки-Шапиро још док је радио у СССР. Општи случај су, након још 25 година рада, доказали Пјатецки-Шапиро и његов докторски студент Џејмс Когдел. Ова флексибилна и моћна теорема играла је кључну улогу у доказима најјачих познатих резултата у области Лангладсовог принципа функторијалности.
Међу студентима-докторандима Илије Пјатецки-Шапира су и Џејмс Когдел, Симон Гиндикин, Борис Мојшезон, Рави Рагунатан, Андреј Резников, Зеев Рудник, Леонид Васерстајн и Ернест Винберг.
Пјатецки-Шапиро је оболео од Паркинсонове болести. Како је болест напредовала, 1992. године је одлучио да престане да путује, али је годину или две касније променио одлуку, осећајући да се не осећа боље и да му недостају контакти са другим математичарима. У каснијим годинама, Когдел је био једина особа ван његове најближе породице који је могао да разуме његов говор, и Пјатецки-Шапиро је сарађивао са Когделом све до 2009. Наставио је да се бави истраживањима на највишем нивоу све до краја живота, иако га је болест оставила озбиљно хендикепираним и често без говора, путујући по свету и присуствујући конференцијама и када се једва кретао. По четврти пут је био позван да одржи предавање на Међународном конгресу математичара 2002, када је, по речима Питера Сарнака, у својим седамдесетим „и даље чистио добро познате и дуго отворене проблеме“. Од четири позива, Пјатецки-Шапиро је одржао пленарно предавање у Москви 1966. и 45-минутни говор у Хелсинкију 1978. Његова предавања су одржали Шафаревич 1962, када Пјатецки-Шапиру Совјетски Савез није дао излазну визу, и Когдел 2002, када је Илија био превише слаб да путује.
Преминуо је 21. фебруара 2009. у Тел Авиву од последица дуге болести. Сахрањен је 24. фебруара у Тел Авиву.
Био је ожењен са Едит Пјатецки-Шапиро, и сама доктор математике, која живи у Њу Хејвену и Тел Авиву. Имао је сина Грегорија, кћерку Шели, покћерку Ники Липкин, и два унука, Питера и Метјуа.